# SD Aucas
Sociedad Deportiva Aucas ist ein ecuadorianischer Fußballverein aus der Hauptstadt Quito. Der Verein wurde 1945 gegründet und trägt seine Heimspiele seit 1994 im vereinseigenen Estadio Gonzalo Pozo Ripalda aus. Er ist einer der populärsten Vereine des Landes und gewann in der Saison 2022 erstmals die ecuadorianische Meisterschaft. Erzrivale ist der Stadtrivale LDU Quito.

## Geschichte
Die Sociedad Deportiva Aucas wurde am 6. Februar 1945 unter Führung des Niederländers Marius Federico Hulswit gegründet. Hulswit war zu jener Zeit Relations-Manager der Shell Company von Ecuador und wurde auch erster Vereinspräsident. Ursprünglich sollte der Verein den Namen Club Deportivo Shell erhalten, was jedoch von den Behörden des Landes wegen der wirtschaftlichen Verquickung nicht gestattet wurde. Daher entschied man sich für einen sehr ecuadorianischen Namen, der zu Ehren des einheimischen indigenen Volkes der Waorani gewählt wurde, die von Außenstehenden lange Zeit „Auca“ (Wilde, Barbaren, Krieger u. a.) genannt wurden.
Unmittelbar nach ihrer Gründung gewann die SD Aucas fünfmal in Folge (1945–1949) die Regionalmeisterschaft der Provinz Pichincha, in der sich die Hauptstadt Quito befindet, und konnte diesen Erfolg 1951 noch einmal wiederholen. Mit insgesamt sechs Meistertiteln war sie die zweiterfolgreichste Mannschaft in der Geschichte der zwischen 1922 und 1953 ausgetragenen Regionalmeisterschaft dieser Provinz. Rekordmeister Gladiador gewann seine insgesamt 13 Titel bis 1944, konnte aber nach Aucas‘ Gründung keinen weiteren Titel mehr hinzu gewinnen.
Mit Abschaffung der auf Amateurbasis ausgetragenen Regionalmeisterschaft der Provinz Pichincha Ende 1953 und dem Übergang in den Profifußball – 1957 wurde die erste überregionale Fußballmeisterschaft eingeführt, die jedoch bereits in den beiden Folgejahren 1958 und 1959 ausgesetzt war und erst seit 1960 regelmäßig ausgetragen wird – fand zwischen 1954 und 1967 das Campeonato Interandino statt, an dem ausschließlich Mannschaften aus Quito und Ambato teilnehmen durften. In diesem Turnier konnte Aucas seine bisher letzten Titelgewinne in den Spielzeiten 1959 und 1962 verzeichnen.
Zwar war Aucas eines von nur vier Gründungsmitgliedern des Campeonato Nacional de clubes en Ecuador, des Wegbereiters zur heutigen Serie A, belegte aber den letzten Platz und nahm erst 1962 wieder an der überregionalen Meisterschaft teil, die zunächst auf Teilnehmer der Städte Quito und Guayaquil beschränkt blieb; erst in den 1970er Jahren entwickelte das Turnier sich zu einer echten landesweiten Meisterschaft.
Aucas blieb über weite Strecken eine „Fahrstuhlmannschaft“ und stieg bereits 1963 wieder ab. Der Rückkehr zum Jahr 1965 folgte ein weiterer Abstieg 1966. Zwischen 1968 und 1970 war Aucas erstmals drei Jahre hintereinander erstklassig und ebenso zwischen 1975 und 1977. Nach dem unmittelbaren Wiederaufstieg zur Saison 1979 folgte der abermalige Abstieg und eine weitere dreijährige Erstligazugehörigkeit zwischen 1982 und 1984.
Die erfolgreichste Phase des Vereins seit Einführung der Serie A waren die zwanzig Jahre im Zeitraum von 1987 bis 2006, als Aucas – mit Ausnahme der Spielzeit 1991 – ständig in der höchsten Spielklasse vertreten war. Zwischen 1998 und 2005 belegte Aucas sogar mehrfach Spitzenplätze in der nationalen Meisterschaft: einem dritten Rang in der Abschlusstabelle der Apertura 1998 folgte jeweils der zweite Rang in der Apertura 2000 und der Apertura 2002. Die beste Spielzeit war 2004, als Aucas sowohl in der Abschlusstabelle der Apertura 2004 als auch in der Gesamtjahrestabelle den ersten Rang belegte, aber in der offiziellen Meisterschaftsendrunde nur den sechsten Platz einnahm und daher einmal mehr den Meistertitel verpasste. Der bisher letzte große Erfolg war der zweite Rang in der Clausura 2005. Maßgeblichen Anteil an diesem Erfolg hatte ihr kolumbianischer Stürmer Omar Guerra, der im selben Zeitraum mit 17 Treffern Torschützenkönig der Liga war.
Am Ende der Spielzeit 2006 belegte Aucas den letzten Rang und stieg aus der Serie A ab. Drei Jahre später folgte sogar der Abstieg in die drittklassige Segunda Categoría, aus der die Mannschaft erst weitere drei Jahre später (Ende 2012) entrinnen konnte. 2014 konnte SD Aucas die zweite Liga gewinnen und stieg in die Serie A auf. Zwei Jahre später stieg Aucas wieder in die Serie B ab. Aucas stieg ab 2017 direkt wieder in die erste Liga auf. In der Saison 2022 wurde Aucas erstmals ecuadorianischer Meister, als das Team sich als Sieger der zweiten Runde für das Finale qualifizierte und dort den Barcelona Sporting Club in Hin- und Rückspiel mit 1:0-Gesamtsieg schlagen konnte.

## Erfolge
- Ecuadorianischer Meister: 2022
- Meister der Provinz Pichincha: 1945, 1946, 1947, 1948, 1949, 1951
- Meister des Campeonato Interandino: 1959, 1962
- Meister der Serie B (2. Liga): 1974 (Segunda Etapa), 1991 (S.E.), 2014
- Meister der Segunda Categoría (3. Liga): 1972, 1986 (Clausura), 2012[10]
- Teilnahme an der Copa Sudamericana: 3×

2002: 1. Runde
2004: 2. Runde
2016: 1. Runde
- Teilnahme an der Copa Merconorte: 1×

2001: Gruppenphase

## Trainer
- José Sasía (1976)
- Ramiro Blacut (1999–2000)
- Gerardo Pelusso (2001–2002)
- Marco Etcheverry (2009)
- Juan Ramón Silva (2015)[11]

## Spieler
- Edison Maldonado (1990–1994, 1996–1999, 2005)
- Giovanny Espinoza (1997–2001, 2002)

## Trivia
Die bayerische Politikerin Susanne Bachmaier (ÖDP), die seit 2008 in Ecuador lebt, ist neben ihrem „Heimatverein“ TSV 1860 München auch ein Fan der SD Aucas.